# Reinhard Buchholz
Reinhard Buchholz (* 16. August 1947 in Aalen) ist ein ehemaliger deutscher Diplomat. Er war Botschafter der Bundesrepublik Deutschland in acht afrikanischen Ländern, zuletzt in Kamerun. Seit Juli 2012 ist er als Unternehmensberater tätig (rb Consult für Afrika).

## Lebenslauf
Nach dem Studium der Sozialwissenschaften an der Friedrich-Alexander-Universität Erlangen-Nürnberg und im Ausland, das er mit dem akademischen Grad Diplom-Sozialwirt abschloss, war er von 1974 bis 1976 als Forscher am Institut für Ethno-Soziologie der Universität von Abidjan (Elfenbeinküste) tätig.
Nach dem Eintritt in den Auswärtigen Dienst 1977 folgten Verwendungen im Auswärtigen Amt in Bonn und Berlin sowie an den deutschen Botschaften in Indonesien, Jugoslawien und Frankreich. 1994 wurde er Botschafter der Bundesrepublik Deutschland in der Zentralafrikanischen Republik. Anschließend war Reinhard Buchholz von 1997 bis 2001 Ständiger Vertreter des Botschafters in der Republik Korea sowie bis 2003 Botschafter der Bundesrepublik Deutschland in Guinea und Sierra Leone. Von 2003 bis Juli 2005 leitete er das Referat 407 (Internationale Verkehrs- und Tourismuspolitik) im Auswärtigen Amt. 
2005 wurde er zum Botschafter in Kinshasa (Demokratische Republik Kongo) mit Nebenakkreditierung in der Republik Kongo (Brazzaville) ernannt. Am 21. August 2006 geriet er mit 14 weiteren Botschaftern in der Privatresidenz des Vize-Präsidenten und Präsidentschaftskandidaten Jean-Pierre Bemba unter Beschuss der Präsidialgarde von Präsident Joseph Kabila. Die Diplomaten wurden von MONUC- und EUFOR-RD-Congo-Truppen in Panzerfahrzeugen aus der Residenz herausbegleitet. Ende Oktober 2006 wurde er aus dem Kongo nach Berlin gerufen; dabei soll es bei Kabila und bei den internationalen Partnern zu Verstimmungen über Buchholz’ undiplomatisches Auftreten gekommen sein.
Zwischen Januar und Mai 2007 war er Geschäftsträger a. i. der Botschaft Lilongwe (Malawi). Von Juli 2007 bis Juli 2010 war er Botschafter in der Republik Uganda und von August 2010 bis Juni 2012 in Kamerun sowie ein zweites Mal in der Zentralafrikanischen Republik. Vom Spiegel wurde Buchholz als „altgedienter Afrika-Fachmann des Auswärtigen Amtes“ bezeichnet, zugleich aber sein offensives Eintreten für deutsche Wirtschaftsinteressen kritisiert, die ihn bei der Vergabe eines Großauftrags für biometrische Pässe der ugandischen Regierung an eine bayerische Firma 2010 ins Zwielicht rückte. Auch seine erfolgreiche Unterstützung eines deutschen Unternehmens bei der Vergabe eines Auftrags über die biometrische Wählerregistrierung in Kamerun wurde in der Presse kritisiert.
Seit Juli 2012 ist er Unternehmensberater. Nachfolger als Botschafter in Kamerun wurde daraufhin Klaus-Ludwig Keferstein, der zuvor Ständiger Vertreter des Botschafters in Argentinien war.